# Zacualpa
Zacualpa è un comune del Guatemala facente parte del dipartimento di Quiché.
L'abitato venne fondato da Diego de Robledo nel XVI secolo e la cronaca di Francisco Antonio de Fuentes y Guzmán Recordación Florida nel 1690 indica per Zacualpa una popolazione di 530 abitanti.